# Arpos
Arpos era un'antica città in quella che ora è la regione europea della Turchia. La sua esatta ubicazione è sconosciuta, ma era senza dubbio vicina a Rodosto (odierna città di Tekirdağ, in Turchia), a ovest di Istanbul. 
Nel IV secolo avanti Cristo, Arpos era la principale città della regione a sud di Eraclea Pontica.
Dal tempo dell'imperatore bizantino Manuele I Comneno (che regnò dal 1143 al 1180) fu conosciuta come Teodosiopoli. Già Teodosio I o Teodosio II avevano tentato di dare questo nome ad Arpos, ma solo la Chiesa cattolica sembra averlo adottato. 
Dopo la presa di Costantinopoli durante la quarta crociata, la città passò dallo Tsar Kaloyan di Bulgaria a quelle dei crociati. Nel 1206 Tsar Kaloyan distrusse Arpos, che fu poi ricostruita. 